# Никотин
Никотинът е безцветен, силно отровен алкалоид с химическа формула C10H14N2. Активното вещество се синтезира в растения от семейство Картофови като представлява около 0,6 – 3% от сухото вещество на тютюна. Значителни количества от него се натрупват в листата на коката, а в по-малки количества се съдържа в доматите, картофите, патладжаните и зелените чушки. Биосинтезата му се извършва в корените, а се натрупва в листата. Влияе върху централната и периферната нервна система. Довежда до повишаване в кръвното налягане. Прекалената употреба може да доведе до увреждане на очите. Той действа като инсектицид и затова в миналото широко е използван в борбата с насекомите. Днес някои негови аналози продължават да бъдат широко използвани инсектициди.
В ниски концентрации (каквато е например една средна цигара с около 1 mg абсорбиран никотин), веществото действа като стимулант за бозайниците и е основен фактор за изграждане на зависимост към него. Според Американската асоциация за сърдечни заболявания, зависимостта от никотина исторически е една от най-големите зависимости, която трудно би могла да се прекъсне. Пристрастяването към тютюна често е приравнявано към пристрастяването към хероин и кокаин.
Има температура на кипене 247,3 °C.

## Произход и наименование
Никотинът е наречен така по името на растението Nicotiana tabacum, което на свой ред е наречено на Жан Нико, френски посланик в Португалия, който изпраща тютюн и семена от Бразилия до Париж през 1560 г. като го препоръчва на кралицата Катерина Медичи като целебно средство за лечение на мигрената ѝ.
Никотинът е изолиран в чист вид за първи път от тютюн през 1828 г. от лекаря Вилхелм Хаинрих Поселт и химика Карл Лудвиг Райман от Германия, които го сметнали за отрова. Емпиричната му химична формула е установена от Мелсенс през 1843 г.,, а структурата му е описана от Адолф Пинер и Рихарт Волфенщайн през 1893 г. За първи път е синтезиран изкуствено през 1904 г. от A. Pictet и Crepieux.

## Химични свойства
Никотинът е хигроскопична мазна течност, която се разтваря във вода във всякакво отношение. Под формата на никотинова основа образува соли с разтворени във вода киселини. Никотинът лесно прониква през кожата. Никотинът се възпламенява преди достигането на своята температура на кипене, като неговите пари се самозапалват при температура от 308 K (35 °C) във въздуха, независимо от ниското парно налягане. Поради тази причина, при пушене по-голямата част от никотина се унищожава, но все пак се поема достатъчно количество за постигане на физиологичен ефект.

## Оптическа активност
Никотинът е оптически активно вещество, тъй като има два енентиомера. Естественият природен никотин е лявовъртящ с оптическа активност [α]D = –166.4°. Дясновъртящата форма на никотина, (+)-никотин има два пъти по-малка физиологична активност от (–)-никотина. Солите на (+)-никотина обикновено са дясновъртящи.

## Пристрастяване
Съвременни изследвания показват, че никотинът предизвиква редица ефекти в мозъка. По-специално, проучвания на природата на пристрастяването към него показват, че никотинът активира мезолимбичния път (система регулираща чувството за удовлетвореност) – като повлиява дейността на нервните вериги в мозъка, отговорни за усещания като удоволствие и еуфория.
Допаминът е един от ключовите невространсмитери участващ в дейността на главния мозък. Установено е, че чрез повишаване на допаминовите нива в мезолимбичния път на мозъка, никотинът е агент с екстремно високи стойности към пристрастяване. Много проучвания показват, че към никотина се развива много по-силна зависимост, отколкото към кокаин и хероин. Както и при други медикаменти, към които се развива физическа зависимост, отказването от никотина води до отслабване на продукцията на допамин, като мозъка се опитва да компенсира тази загуба чрез други стимулиращи невротрансмитери, заместващи изкуствената стимулация. От своя страна допаминът регулира чувствителността на никотиновите ацетилхолинови рецептори. С намаленото му количество пада и тяхната чувствителност. За да се справи с този компенсаторен механизъм мозъка увеличава количеството на рецепторите. Впоследствие се увеличава количеството на норадреналина, дериват на допамина, който потиска рециклирането на глутаматните рецептори, отговорни за формирането на памет и познавателните умения. Крайният ефект е увеличена чувствителност на мезолимбичния път, в противовес на други наркотици като кокаин и хероин, които потискат чувствителността му. Тази неврофизиологична промяна се задържа месеци след отказването от тютюна.

## Токсикология
Средната летална доза (LD50) за никотина е 50 mg/kg за плъхове и 3 mg/kg за мишки. 40 – 60 mg (0,5 – 1,0 mg/kg) може да бъде летална доза при възрастен човек . Поради това се счита, че никотинът има висока токсичност в сравнение с други алкалоиди, като например кокаин, при който средната летална доза е 95,1 mg/kg при мишки. Малко е вероятно човек да предозира никотин единствено чрез пушене, въпреки че предозиране е възможно, ако се използват никотинови лепенки и дъвки в комбинация с цигара. Контактът на висока концентрация никотин с кожата на човек, може да предизвика отравяне и дори смърт, тъй като никотинът преминава относително лесно в кръвообращението при кожен контакт .
Исторически, никотинът не се разглежда като канцероген и „Международната агенция за изследване на рака“ не разглежда никотина като самостоятелно канцерогенно вещество и не го групира към нито една официална група канцерогени. Докато липсват епидемиологични изследвания в подкрепа на факта, че никотина самостоятелно може да предизвика рак при хората, съществуват наблюдения за карциногенния потенциал на никотина в клетъчни култури и животински модели . Никотинът може да предизвика директно рак, посредством редица различни механизми водещи до активирането на МАР-кинази . Индиректно, никотинът увеличава сигнализацията през никотин-ацетилхолиновите рецептори (и сигнализацията през адренергичните рецептори в случаите на рак на дебелото черво ), като по този начин възпрепятства апоптозата и стимулира туморния растеж. Никотинът потенцира развитието на рак, чрез стимулация на ангиогенезата и неоваскуларизацията .
Въпреки че тератогенните свойства на никотина не са окончателно установени, жени които използват никотинови дъвки или лепенки в ранните етапи на бременността имат повишен риск за раждане на бебета с родови дефекти според изследване на 77 000 бременни жени извършено в Дания. Изследването показва, че жените, използващи никотинови заместители през първите 12 седмици от бременността имат около 60% повишен риск да родят бебе с родови дефекти в сравнение с жени, които са непушачки.